# Llan-Gors Crannóg
Der Llan-Gors Crannóg ist ein Crannóg im Llangorse Lake, dem größten natürlichen See innerhalb des unabhängigen frühmittelalterlichen Königreichs Brycheiniog im Süden von Wales. Brycheiniog wurde später Brecknockshire genannt (heute Powys).

## Geschichte
In den 1980er Jahren führten Bedenken, dass die organischen Materialien zu erodieren drohen, zu einer Ausgrabung der Insel durch das Museum und die Universität von Cardiff (1989–1993). Im Jahre 2004 führten unterwasserarchäologische Arbeiten zur gesicherten Erhaltung des Crannógs. Die Ausgrabung hat festgestellt, dass die artifizielle Insel eine D-förmige Plattform aus Sandsteinquadern war, die auf Reisig, Ästen und Holzbalken ruhte. Der Crannóg konnte als der Ort identifiziert werden, den die Sachsen Brecenanmere nannten, erbaut zwischen 889 und 893 n. Chr. und zerstört durch eine Armee aus dem Königreich Mercia im Jahre 916 n. Chr. Die Sachsenchronik (Saxon Chronicle) berichtet von Ethelfleda, der Königin von Mercia und Tochter Alfreds des Großen, die Wales angriff, Brecenanmere eroberte und die Königin und 34 Personen als Geiseln nahm. König Hwgan wurde getötet.
Die Nutzung des Crannógs dauerte nur 25 Jahre. Das Grabungsergebnis zeigt eine Zeitkapsel des Lebens auf einem so genannten königlichen „Llys“ im späten 9. und frühen 10. Jahrhundert. Das Forschungsprogramm nach der Ausgrabung erbrachte eine Charakterisierung des Standorts und seiner (gut erhaltenen) materiellen Kultur, die organisches Material und Textil (einiges davon mit kleinen Löwen und Vögeln verziert), Schmuck und Belege für Bronzeguss einschloss. Die Paläo-Wirtschaft ist ein wichtiger Forschungsschwerpunkt. Die Anatomie der geschlachteten Haustiere, ihre Alters- und Geschlechtsbestimmung, und das Vorkommen von Wild zeigen, dass neben Hasen, Rot- und Rehwild auch Wildschweine gejagt wurden. Die Knochen von Rindern, Schafen/Ziegen und Schweinen bilden den Nachweis der Viehhaltung. Analysen der Metallbearbeitung durch die Rückstände der Metallurgie und Holz beleuchten die königliche Schirmherrschaft über die Metall- und Waldwirtschaft.